# Epilobe de Fleischer
Sous-espèce
Classification phylogénétique
L'Épilobe de Fleischer aussi appelé Épilobe des moraines, Epilobium dodonaei subsp. fleischeri , est une sous-espèce de plantes à fleurs montagnardes du genre Epilobium et de la famille des Onagraceae. C'est un plante herbacée alpestre.

## Description

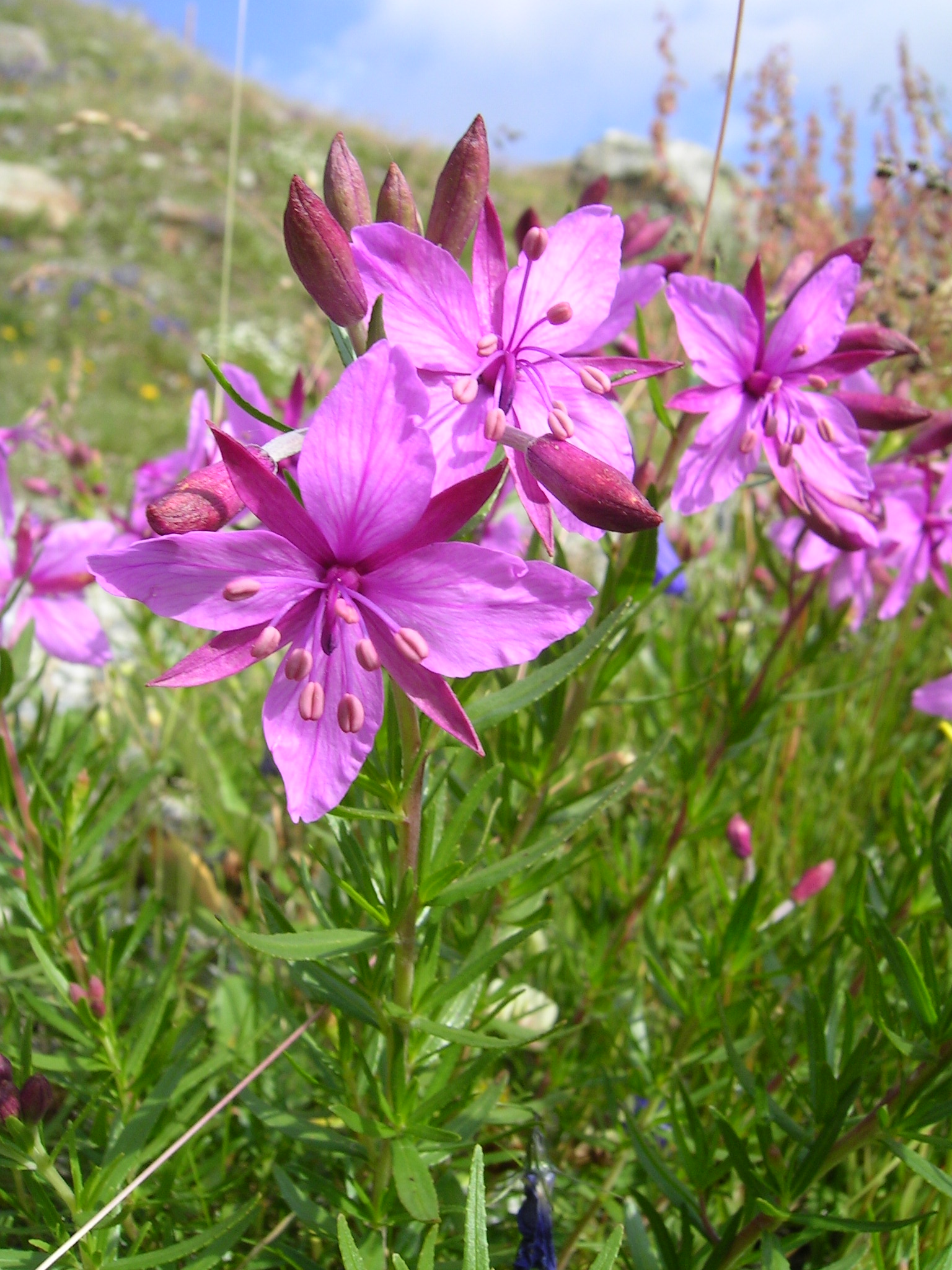
Épilobe de Fleischer.

C'est une plante herbacée vivace de taille moyenne (20 à 45 cm) que l'on confond souvent avec Epilobium dodonaei qui est de taille plus grande. Sa fleur est odorante et possède quatre pétales arrondis et quatre sépales pointus et fins. Ses feuilles sont généralement dentées contrairement à celles de l'épilobe dodonei. Sa floraison s'effectue de fin juin à août. Sa racine rouge contient une substance 'antigel' : l'anthocyanine.

## Aire de répartition
On trouve l'espèce en Allemagne, Autriche, France, Italie et Suisse.

## Habitats
Elle pousse dans les moraines et les amas d’alluvions dans les Alpes entre 1 000 et 2 500 mètres.